# Fyrmaktsavtalet

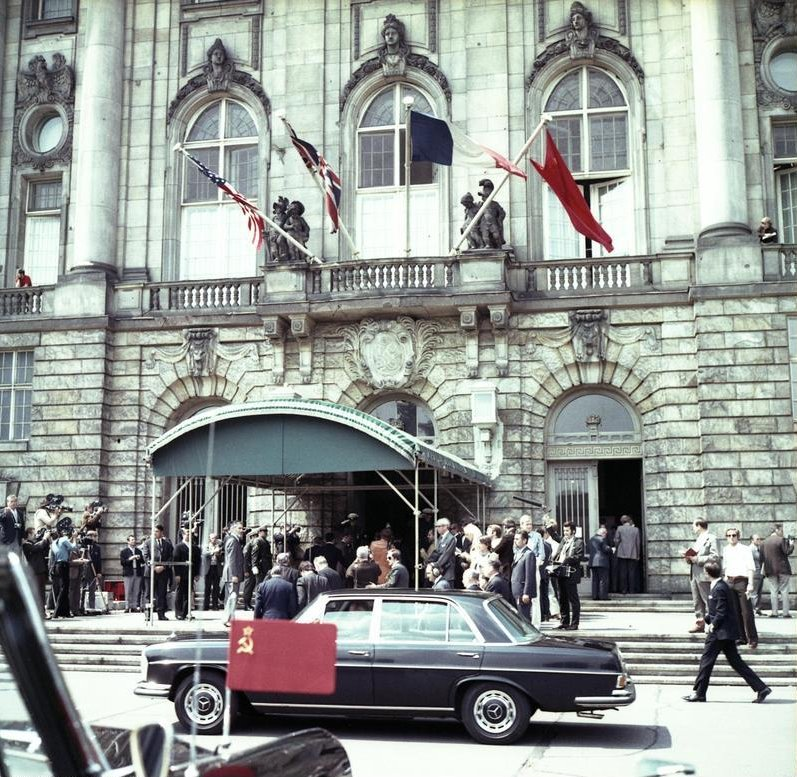
Utrikesministrarna från de fyra segrarmakterna anländer till Kontrollratsgebäude för att underteckna slutprotokollet 3 juni 1972.

Fyrmaktsavtalet, tyska Viermächteabkommen über Berlin, i dagligt tal även Berlinabkommen, är ett avtal mellan de tre västmakterna (USA, Storbritannien, Frankrike) och Sovjetunionen rörande Berlins status, som slöts den 3 september 1971 och  trädde i kraft med undertecknandet av slutprotokollet den 3 juni 1972. Allierade kommendanturen hade därefter ansvaret för tre av Berlins fyra sektorer sedan Sovjetunionen övergett sina krav på överhöghet av dessa tre sektorer.
Förhandlingarna började 26 mars 1970. Förhandlingarna kom under samma tid Västtyskland inlett sin Ostpolitik som hade som mål att förbättra landets relationer med Östblocket. 1972 skrev Västtyskland och DDR under Grundfördraget och Fyrmaktsavtalet kan ses som ett viktigt steg mot närmandena mellan Västtyskland och DDR som även de börjat 1970 i och med det tysk-tyska mötet i Erfurt. Förhandlingarna kring Fyrmaktsavtalet var svåra: det handlade om säkrande av tillfartsvägarna till Västberlin, besökartrafiken och vistelse av representanter för Västtyskland i Västberlin. 
Efter att förhandlingarna kört fast kom man framåt sedan Västtyskland skrivit under Moskvafördraget. Västtyskland klargjorde att man bara ratificerade avtalet om förhandlingarna kring Fyrmaktsavtalet fortsatte framgångsrikt - vilket också skedde. Avtalet innebar att Sovjetunionen garanterade fri väg genom Östtyskland till Västberlin från Västtyskland: via väg, vatten och järnväg, Transitavtalet.
Medan del II av avtalet angav att den vidare utvecklingen av förhållandet mellan Förbundsrepubliken och Västberlin, varigenom Västberlin fortfarande inte var en del i betydelsen av en konstitutiv del av Förbundsrepubliken och inte kunde styras av den federala regeringen, samtidigt som de facto - inte registrerats i sig - fastställdes att den fortsatta utvecklingen av förbindelserna mellan Tyska demokratiska republiken och Östberlin, där Östberlin fortfarande inte är en del av Tyska demokratiska republiken i betydelsen av en konstitutiv del och inte heller styrs av DDR.

## Mål
Förhandlingarna mellan Frankrike, USA, Storbritannien och Sovjetunionen startade 26 mars 1970 och skulle klargöra följande frågor:
- En fortsättning på fyrmaktsstatusen för åtminstone Västberlin, d.v.s. att få med Sovjetunionen i en reglering av Berlinfrågan
- Ett säkerställande av Västberlins status på längre sikt
- Ett slut på störningarna av tillfartsvägarna till Västberlin (se Transitavtalet)
- Lättnader för Västberlins invånare